# Vantore Sogn
Vantore Sogn (Nysted Landsogn) var et sogn i Lolland Østre Provsti (Lolland-Falsters Stift). Sognet blev 29. november 2020 lagt sammen med Nysted Sogn under navnet Nysted-Vantore Sogn.
Nysted Sogn lå i Nysted Købstad. Sognet indeholdt også Nysted Landsogn, der var en sognekommune i Musse Herred (Maribo Amt), som købstaden kun hørte til geografisk. I 1906 blev Vantore Kirke opført i landsognet, som så kom til at hedde Vantore Sogn. Ved kommunalreformen i 1970 blev Nysted købstad og landsogn kernen i Nysted Kommune, der ved strukturreformen i 2007 indgik i Guldborgsund Kommune.
I Vantore Sogn findes følgende autoriserede stednavne:
- Brøndholt (bebyggelse)
- Høeghsgård (landbrugsejendom)
- Korsbæk (vandløb)
- Lille Skåne (areal)
- Roden Skov (areal, bebyggelse, ejerlav)
- Store Skåne (areal)
- Tågense (bebyggelse, ejerlav)
- Tågense Enge (bebyggelse)
- Vantore (bebyggelse, ejerlav)
- Vantore Strandhuse (bebyggelse)
- Ålholm (ejerlav, landbrugsejendom)
- Ålholm Hestehave (areal)